# The Old Oak
The Old Oak er en britisk dramafilm fra 2023 instrueret af Ken Loach og skrevet af Paul Laverty. Filmen er en co-produktion mellem Storbritannien, Frankrig og Belgien.
The Old Oak havde verdenspremiere til Cannes film festival i 2023, og blev udgivet i Storbritannien den 29. september 2023 af StudioCanal.

## Medvirkende
- Dave Turner som TJ Ballantyne
- Ebla Mari som Yara
- Claire Rodgerson som Laura
- Trevor Fox som Charlie
- Chris McGlade som Vic
- Col Tait som Eddy
- Jordan Louis som Garry
- Chrissie Robinson som Erica
- Chris Gotts som Jaffa Cake
- Jen Patterson som Maggie
- Arthur Oxley som Archie
- Joe Armstrong som Joe
- Andy Dawson som Micky
- Maxie Peters som Tommy
- Debbie Honeywood som Tania
- Neil Leiper som Rocco

## Produktion
Filmen blev optaget i det nordøstlige England. Loach, der blev 87 før premieren, fortalte The Hollywood Reporter at det formentlig ville blive hans sidste film. Produktionsvirksomheder, der arbejdede på filmen inkluderer britiske Sixteen Films, StudioCanal UK og BBC Film, franske Why Not Productions og belgiske Les Films du Fleuve. Manuskriptet blev skrevet af Paul Laverty og Rebecca O'Brien producerede filmen. George Fenton var komponist på filmen.